# Isolina Núñez
Isolina Núñez (Montevideo, 27 de octubre de 1894-Ib., 1976) fue una bailarina, actriz teatral y conductora radial uruguaya.

## Biografía
Nació en la calle La Paz de Montevideo. Sus comienzos artísticos se dieron en la orquesta de Eduardo Arolas, como pareja de baile de Ovidio José Bianquet. Su carrera como actriz comenzó en la compañía de Carlos Brussa, en la cual debutó y posteriormente pasó ella a encabezar compañías teatrales en escenarios del interior del país y en los teatros 18 de Julio y Artigas.
En Argentina, fue elegida para incorporase a la compañía de Yaya Suárez Corbo, de Buenos Aires. A nivel radial, encabezó elencos de radioteatros en CX 8 Radio Sarandí, CX 32 Radio Águila, CX 28 Radio Imparcial y CX 30 Radio Nacional. Estas actuaciones dramáticas fueron muy conocidas y formaron parte del panorama popular uruguayo en las décadas de 1940 y 1950 siendo de las más recordadas del radioteatro en Uruguay.
Además de su labor artística, Núñez participó en obras de ayuda a los niños del Hospital Pereira Rossell y los enfermos del Hospital Vilardebó, colaborando con el médico Ricardo Caritat.
Su despedida de la labor artística tuvo lugar en un enorme festival en el Palacio Peñarol.